# Prionogonus haerens
Prionogonus haerens är en mångfotingart som beskrevs av Shelley 1982. Prionogonus haerens ingår i släktet Prionogonus och familjen Xystodesmidae. Inga underarter finns listade i Catalogue of Life.